# 高額な有名人の写真の一覧
高額な有名人の写真の一覧は、これらの写真を公開する許可を得るために、被写体（多くの場合は両親）に対し出版社が支払った金額の一覧である。

## 概要
アメリカでは2000年代から、ゴシップ誌の表紙でベビーフォトやウェディングフォトを公開するのがセレブにとってのステータスとなっている。最も稼いだのは、アンジェリーナ・ジョリーで、ブラッド・ピットとの交際が発覚した時、3人目の養子を迎えた時、2人の初めての実子を妊娠した時、出産した時、さらに次の双子の子供を出産した時なども表紙を飾っており、出版社から得た金額は計20億円を超えている。
アンジェリーナ・ジョリーの場合
アンジェリーナ・ジョリーとブラッド・ピットは、隠してもパパラッチに盗撮されてしまうため、慈善団体に利益をもたらすことを目的に、2006年に2人の初の実子が生まれた時、娘の写真を配給元のゲッティイメージズを通じて販売することにした。
アメリカの『ピープル』誌とイギリスの『ハロー！』誌が写真の権利をそれぞれ410万ドルと350万ドルで購入したが、これは当時の有名人の写真の最高額であった。2人はこの写真で得た収益のすべてをユニセフに寄付した。
2008年7月12日には双子を出産したが、その写真も『ピープル』と『ハロー！』に共同で販売された。金額は1500万ドルで最高額を更新した。収益はジョリー＝ピット財団に寄付された。

## 一覧
| 種類             | 人物                                                   | 雑誌              | 掲載日     | 価格(ドル) | 出典          |
| ---------------- | ------------------------------------------------------ | ----------------- | ---------- | ---------- | ------------- |
| 赤ちゃんの写真   | アンジェリーナ・ジョリーとブラッド・ピットの双子の姉弟 | ピープル & Hello! | 2008年8月  | 15,000,000 | [ 6 ]         |
| 赤ちゃんの写真   | ジェニファー・ロペスの双子の子供                       | ピープル          | 2008年3月  | 6,000,000  | [ 7 ] [ 8 ]   |
| 赤ちゃんの写真   | アンジェリーナ・ジョリーとブラッド・ピットの初の実子   | ピープル          | 2006年6月  | 4,100,000  | [ 9 ]         |
| 結婚式の写真     | デミ・ムーア & アシュトン・カッチャー                  | OK!               | 2005年10月 | 3,000,000  | [ 10 ]        |
| 赤ちゃんの写真   | マシュー・マコノヒーの息子                             | OK!               | 2008年8月  | 3,000,000  | [ 11 ]        |
| 赤ちゃんの写真   | タリアの娘                                             | ¡Hola!            | 2007年11月 | 2,000,000  | [ 12 ]        |
| 養子縁組後の写真 | アンジェリーナ・ジョリーの養子                         | ピープル          | 2007年3月  | 2,000,000  | [ 13 ]        |
| 父子訴訟後の写真 | ラリー・バークヘッドとアンナ・ニコル・スミスの娘       | OK!               | 2007年4月  | 2,000,000  | [ 14 ]        |
| 結婚式の写真     | エヴァ・ロンゴリア & トニー・パーカー                  | OK!               | 2007年7月  | 2,000,000  | [ 15 ]        |
| 赤ちゃんの写真   | クリスティーナ・アギレラの息子                         | ピープル          | 2008年2月  | 1,500,000  | [ 16 ]        |
| 赤ちゃんの写真   | ジェシカ・アルバの娘                                   | OK!               | 2008年7月  | 1,500,000  | [ 17 ]        |
| 結婚式の写真     | アンナ・ニコル・スミスとハワード・K・スターン          | ピープル          | 2006年9月  | 1,000,000  | [ 18 ]        |
| 赤ちゃんの写真   | ジェイミー・リン・スピアーズの娘                       | OK!               | 2008年7月  | 1,000,000  | [ 19 ]        |
| 赤ちゃんの写真   | ニコール・リッチーの娘                                 | ピープル          | 2008年2月  | 1,000,000  | [ 20 ]        |
| 赤ちゃんの写真   | グウェン・ステファニーの息子                           | OK!               | 2006年6月  | 575,000    | [ 21 ]        |
| カップルの写真   | アンジェリーナ・ジョリーとブラッド・ピット             | Us Weekly         | 2005年4月  | 500,000    | [ 22 ]        |
| 赤ちゃんの写真   | ブリトニー・スピアーズの息子                           | ピープル          | 2005年11月 | 500,000    | [ 23 ] [ 24 ] |
| 妊娠時の写真     | アンジェリーナ・ジョリー                               | ピープル          | 2006年1月  | 500,000    | [ 25 ]        |
| 最後の写真       | アンナ・ニコル・スミスの息子                           | In Touch          | 2006年9月  | 400,000    | [ 26 ]        |
| 赤ちゃんの写真   | タリアの息子                                           | ¡Hola!            | 2011年9月  | 300,000    | [ 27 ]        |